# Burg Kiyosu

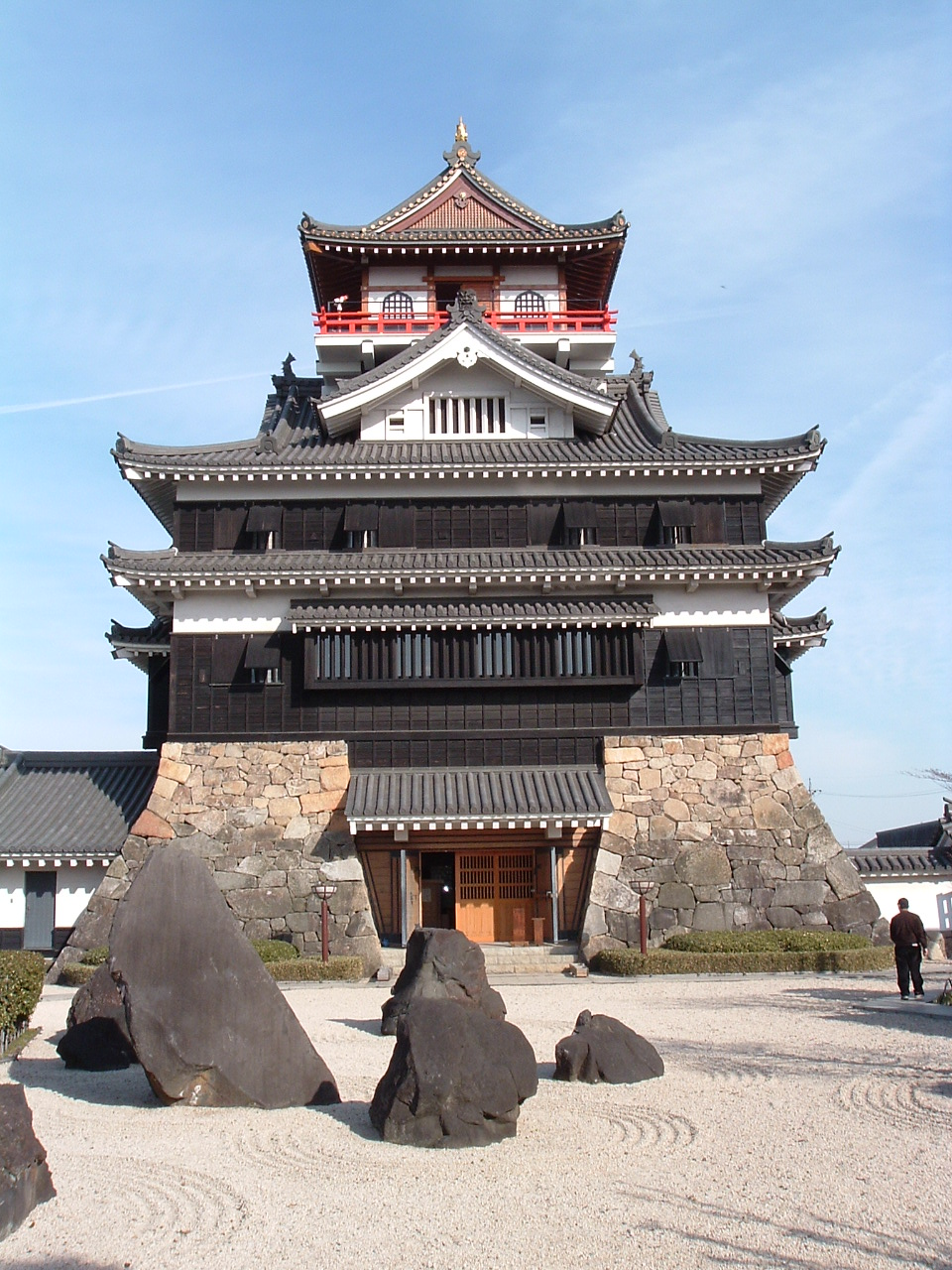
Burgturm Kiyoshi, Nachbau

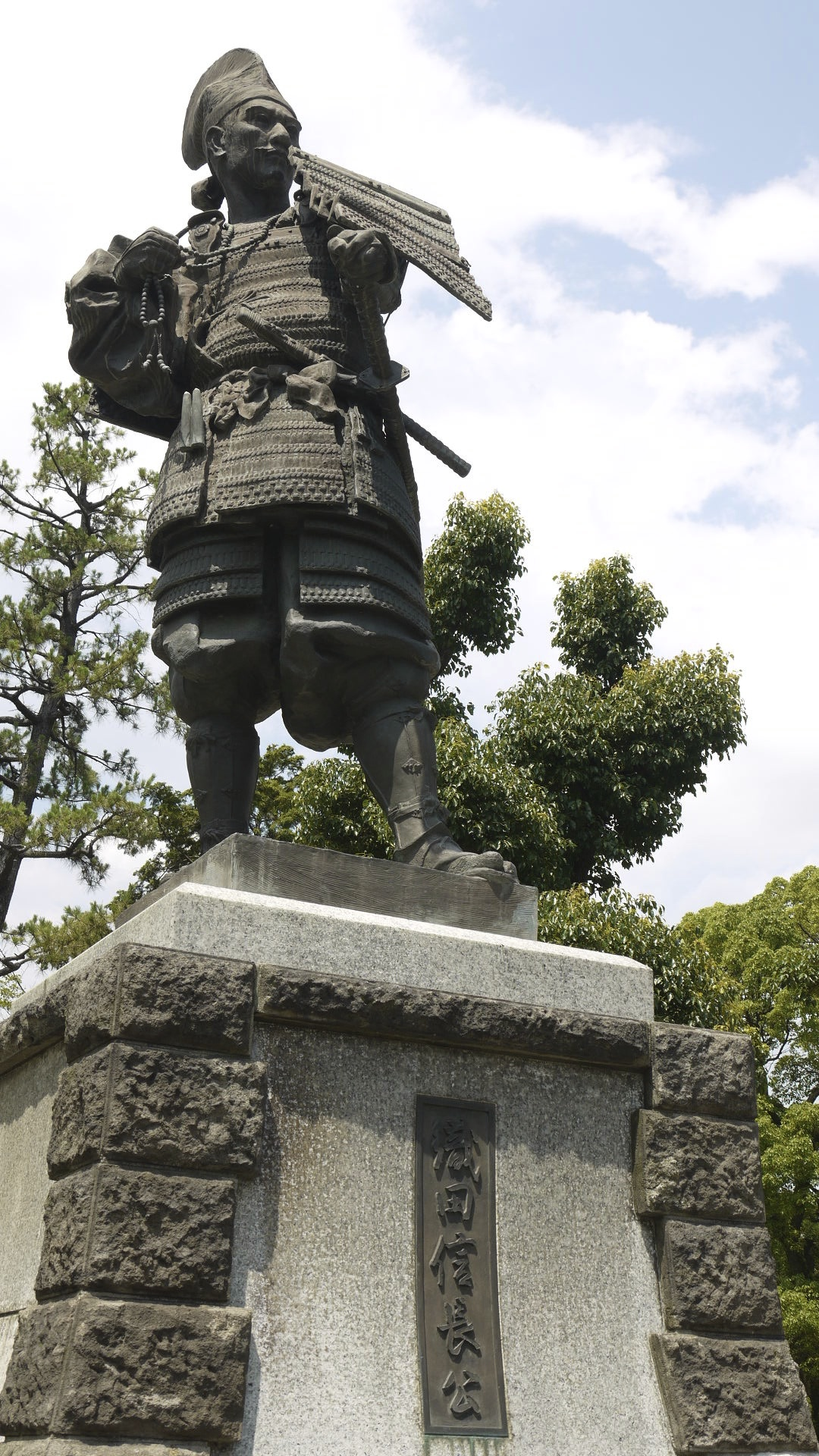
Oda Nobunaga im Burgpark

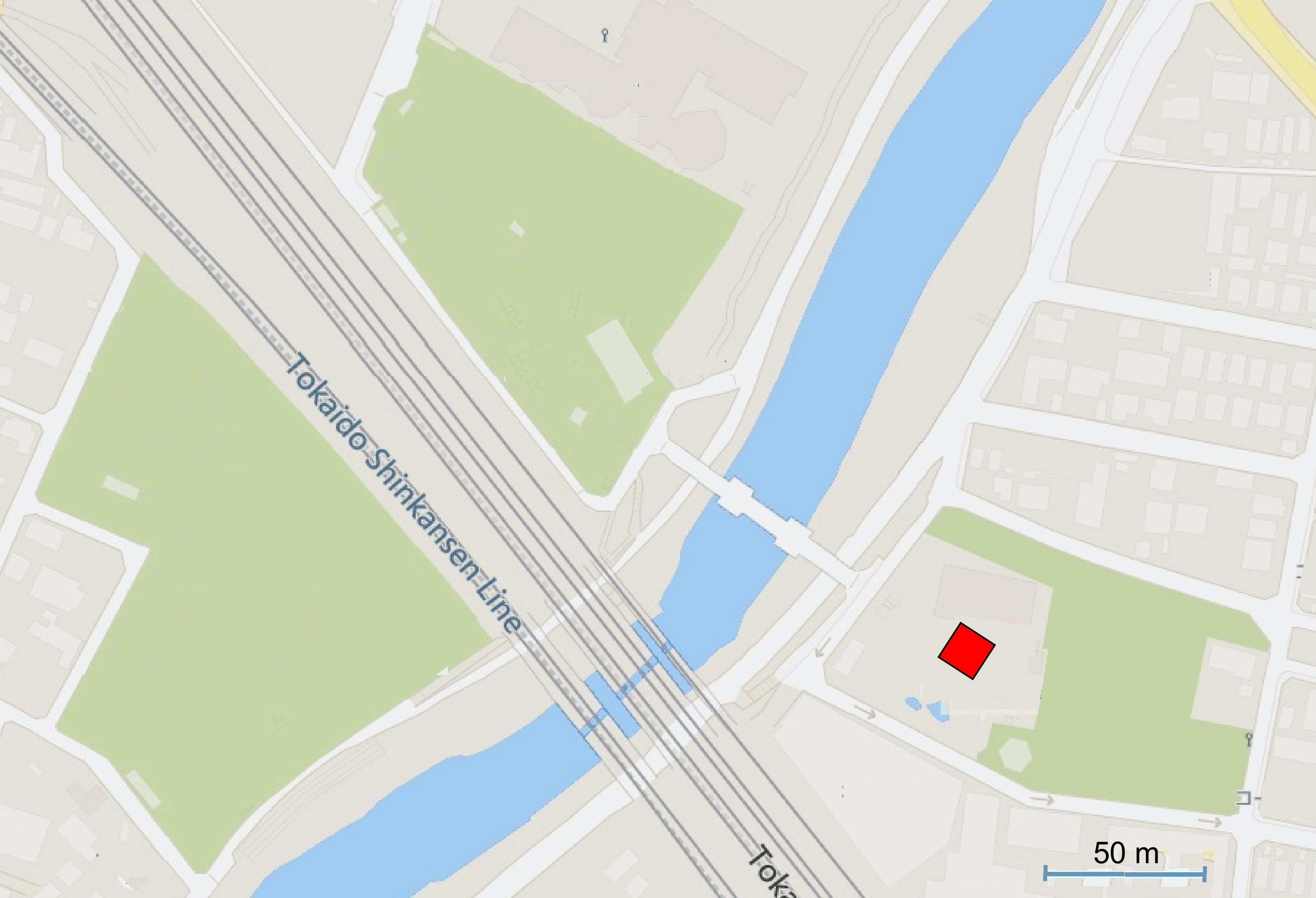
Plan der Burg heute (Grün), Rot: Burgturm

Die Burg Kiyosu  (japanisch 清洲城, Kiyosu-jō) in der Stadt Kiyosu (Provinz Owari) existierte in Japan vom 15. Jahrhundert bis 1615.

## Burgherren in der Edo-Zeit
- Ab 1405 Shiba Yoshishige
- Ab 1595 Fukushima Masanori
- Ab 1600 Matsudaira Tadayoshi
- Ab 1607 Tokugawa Yoshinao
- 1613 wurde die Burg abgerissen

## Geschichte

### Frühe Jahre
Im Jahr 1405 errichtete Shiba Yoshishige (斯波 義重; 1371–1418), der in der Muromachi-Zeit die höchste Position „Kanrei“ (管領) nach dem Shogun innehatte. Er diente auch als militärischer Kommissar (守護, Shugo) der Provinzen Owari, Tōtōmi und Echizen und nutzte die Burg Orizu (下津城) in der Provinz Owari. Sie war als separater Außenposten für die StadtInazawa errichtet worden. Später, als die Burg Orizu aufgrund eines internen Konflikts des Oda-Klans niedergebrannt wurde, wurde dort ein Sitz errichtet, das zum Zentrum der Provinz Owari wurde. Schließlich wurde die Burg Kiyosu zur Residenz des Kiyosu-Oda-Klans, der über die vier Bezirke in Owari herrschte.
Eine Zeit lang lebte Oda Nobuhide (1508–1551), Oda Nobunagas Vater, aus der Familie Oda Dansho Tadada (ein Ableger des Kiyosu Oda-Clans), einer der „Drei Kommissare“ (三奉行, San bugyō) des Kiyosu Oda-Klans als Kiyosu-Magistrat. Aber dann wechselte Nobuhide zur Burg Furuwatari (古渡城). Nach dem Umzug nutzte Oda Nobutomo (織田 信友; ?–1555) die Burg, wurde aber im Jahr 1555 in der Burg von Oda Nobunaga getötet.
Nach umfangreichen Renovierungsarbeiten verlegte Nobunaga seinen Stützpunkt von der Burg Furiwatari zur Burg Kiyosu. Während der Schlacht von Okehazama im Jahr 1560 brach Nobunaga von dieser Burg aus auf. Auf dieser Burg schloss Nobunaga 1562 auch ein Bündnis mit Tokugawa Ieyasu, bekannt als „Kiyosu-Allianz“ (清洲同盟, Kiyosu dōmei). Im folgenden Jahr, 1563, verlegte Nobunaga seinen Wohnsitz auf die Burg Komakiyama (小牧山城), um sich auf eine Schlacht mit dem Saitō-Klan in der Provinz Mino vorzubereiten. Danach blieb die Burg Kiyosu im Besitz des Oda-Klans.

### Spätere Jahre
Nach dem Tod von Oda Nobunaga und seinem ältesten Sohn Nobutada beim Honnōji-Zwischenfalls im Jahr 1582 fand auf der Burg die Kiyosu-Konferenz unter hochrangigen Gefolgsleuten des Oda-Klans statt, um die Nachfolge zu besprechen. Die Burg Kiyosu wurde dann von Nobunagas zweitem Sohn, Nobukatsu (1558–1630), übernommen. 1586 wurde der Bau eines großen und eines kleinen Burgturms sowie eines Doppelgrabens durchgeführt. Danach rebellierte Nobukatsu während der Schlacht von Odawara gegen Toyotomi Hideyoshi und musste das Gebiet verlassen.
Nachdem zunächst Toyotomi Hidetsugu (豊臣 秀次; 1568–1595) das Gebiet übernommen hatte, wurde Fukushima Masanori (1561–1624) 1595 Burgbesitzer. In der Schlacht von Sekigahara im Jahr 1600 stellte sich Fukushima auf die Seite der Ostarmee (Tokugawa-Seite) und wurde zum wichtigen Mitstreiter. Nach dieser Schlacht versetzte Ieyasu Fukushima in die Provinz Aki und setzte Matsudaira Tadayoshi (Vierter Sohn von Ieyasu) als Burgherren ein. Kurz nach Tadayoshis Tod übernahm Tokugawa Yoshinao (徳川 義直; 1601–1650), Ieyasus neunter Sohn, die Burg und gründete in der Provinz Owari die Domäne Kiyosu.
Im Jahr 1609 baute Yoshinao auf Befehl von Ieyasu eine neue Burg in Nagoya und verlegte die Burgstadt dorthin. Materialien aus der abgerissenen Burg Kiyosu wurden für den Bau der Burg Nagoya verwendet. Der nordwestliche Eckturm an der Befestigungsanlage „Ofukaimaru“ (御深井丸) der Burg Nagoya wird „Kiyosu-Turm“ (清洲櫓, Kiyosu yagura) genannt, weil er aus Materialien des Turms der Burg Kiyosu gebaut wurde. Im Jahr 1613 wurde die Burg Nagoya fertiggestellt und die Verlegung der Burgstadt abgeschlossen, so dass die Burg Kiyosu aufgegeben werden konnte.
Heute ist der größte Teil der Burgruine aufgrund der Stadtentwicklung verloren gegangen, nur ein Teil der Erdmauern der Hauptburg ist erhalten geblieben. Ein Teil des ehemaligen Burggeländes ist, geteilt durch die Tōkaidō-Hauptlinie, heute als Park der Burg Kiyosu erhalten. Neben einem nachgebauten Burgturm ist auch ein Teil der Steinmauer zu sehen, die beim Bau der Uferbefestigung am Flusses Gojō (五条川), der neben den Burgruinen fließt im Park, ausgegraben wurde.